# Vraneša
Vraneša (izvirno srbsko Вранеша) je naselje v Srbiji, ki upravno spada pod Občino Nova Varoš; slednja pa je del Zlatiborskega upravnega okraja.

## Demografija
V naselju, katerega izvirno (srbsko-cirilično) ime je Вранеша, živi 372 polnoletnih prebivalcev, pri čemer je njihova povprečna starost 39,4 let (39,9 pri moških in 38,9 pri ženskah). Naselje ima 152 gospodinjstev, pri čemer je povprečno število članov na gospodinjstvo 3,19.
To naselje je, glede na rezultate popisa iz leta 2002, večinoma srbsko.
|  |

| Demografija | Demografija     | Demografija     |
| Leto        | Št. prebivalcev | Št. prebivalcev |
| ----------- | --------------- | --------------- |
|             |                 |                 |
|             |                 |                 |
|             |                 |                 |
|             |                 |                 |
| 1948        | 446             |                 |
| 1953        | 526             |                 |
| 1961        | 1316            |                 |
| 1971        | 552             |                 |
| 1981        | 524             |                 |
| 1991        | 452             | 452             |
| 2002        | 486             | 485             |
|             |                 |                 |

| Etnična sestava po popisu iz leta 2002 | Etnična sestava po popisu iz leta 2002 | Etnična sestava po popisu iz leta 2002 | Etnična sestava po popisu iz leta 2002 | Etnična sestava po popisu iz leta 2002 |
| -------------------------------------- | -------------------------------------- | -------------------------------------- | -------------------------------------- | -------------------------------------- |
| Srbi                                   | Srbi                                   |                                        | 482                                    | 99,38%                                 |
| Muslimani                              | Muslimani                              |                                        | 2                                      | 0,41%                                  |
| Ukrajinci                              | Ukrajinci                              |                                        | 1                                      | 0,20%                                  |
| Neznano                                | Neznano                                |                                        | 0                                      | 0,0%                                   |